# 全國獨立放送協議會
全國獨立放送協議會（日语：／ Zenkoku Dokuritsu Hōsō Kyōgi-kai），簡稱獨立協，是日本的一家由未加入任何電視聯播網的商業電視台合組的機構，設立於1977年11月4日:31。全國獨立放送協議會現在共有13家成員台，幹事台是埼玉電視台。中日新聞社持有獨立協中栃木電視台、群馬電視台、埼玉電視台、千葉電視台、東京都會電視台、神奈川電視台、三重電視台、琵琶湖放送的股份。
在類比電視時期，獨立協各台均使用UHF頻段播出節目，因此又有「獨立UHF電視台」之稱。獨立協的舊名「全國獨立UHF放送協議會」亦有「UHF」字樣，簡稱「獨立U協」。但隨著2011年後全面改用數位訊號，日本不再有無線電視台使用VHF頻段（全部改用UHF頻段），該協會因此在在名稱中刪除了「UHF」字樣。

## 概要
1957年，時任郵政大臣田中角榮發出了36個商業廣播播出執照，確立了日本商業廣播現行的縣域廣播制度；然而三大都市圈則是採用廣域廣播，在這三大都市圈內不曾存在以縣為播出區域的商業電視台。直到1967年，時任郵政大臣小林武治開放UHF頻段用於無線電視，使得電視播出的可利用頻段數大幅增加，日本各地因此出現申請開設UHF電視台的業者。三大都市圈的獨立UHF電視台亦是UHF電視台開播熱潮的一部分。1968年8月12日，岐阜放送正式開播，成為日本第一家UHF電視台。
神奈川電視台在1972年4月開播後，關東地方的三家獨立電視台（另外兩家是群馬電視台和千葉電視台）共同成立「關東UHF3台會」（此後埼玉電視台亦有參加，成為「關東UHF4台會」）:178-39。近畿地方的五家UHF電視台（SUN電視台、近畿放送、奈良電視台、和歌山電視台、琵琶湖放送）也在1976財年共組「KU5」，合作試圖增加廣告贊助商:24。1977年11月4日，三大都市圈的10家未加入任何聯播網的UHF電視台決定設立全國獨立UHF放送協議會。翌年9月，獨立U協派遣視察團，赴美國考察獨立電視台經營及廣播狀況:38-39:47。埼玉電視台在1979年開播後，獨立U協的加盟台數增加到11家，得以覆蓋日本半數以上的市場:24；此後，日本長期未有新的獨立電視台開播。但在1990年代的平成新台大量開台時期，隨著東京都會電視台和栃木電視台的開播，全國獨立UHF放送協議會確立了現在的13家加盟台的體制:24-25:6。
2003年12月1日，東京都會電視台開始播出數位電視，成為最先播出數位電視訊號的獨立電視台:20。獨立U協成員中，有三家電視台在2004財年之前（東京都會電視台、神奈川電視台、SUN電視台）開始播出數位電視訊號:564-565。2011年7月24日，近畿地方的五家獨立電視台成為日本最早停止播出類比訊號的無線電視台，而其它獨立電視台亦在這一天停止播出類比訊號:47。同時，隨著日本的無線電視完全使用數位訊號後僅使用UHF頻段，獨立U協在2011年7月25日正式更名為全國獨立放送協議會:610-611。

## 活動內容
獨立協設有由各加盟台經營層代表參加的「代表者會議」、各業務部門負責者構成的「6委員會」、事務局機構「在京責任者會議」三個主要組織:610-611。代表者會議曾每財年至少舉辦四次:527-528。2004年度開始，代表者會議改為每年度舉辦兩次:564-565。6委員會是代表者會議的下屬機構，包括「總務、營業、編成、技術、報導、跨媒體推進」六個委員會:510-511。在京責任者會議又名「一木會」，由獨立協的各加盟台東京支社長等構成。每年舉辦一次總會，每月舉辦定期會議，必要時召開臨時會議:610-611。
獨立協每年舉辦面向各加盟台中堅員工的研討會。2018年的研討會由琵琶湖放送擔任幹事台，參加者有27人:510-511。

## 節目共同製作
關東地方的三家獨立電視台在1972年曾共同轉播慕尼黑奧運會:27-28，1976年亦共同製作轉播蒙特婁奧運會的節目《蒙特婁廣角》（モントリオール・アワー）:40。1977年，關東地方的三家獨立電視台共同企劃並播出高爾夫球賽事「關東U3局盃 關東企業對抗高爾夫決勝」:43-44。
1975年時，十家獨立UHF電視台已開始共同製作節目:37。1978年，獨立U協各台共同製作播出節目《故鄉 我們的城市》（ふるさと　わが町）:46-47。在1979年製播的節目《關東的祭典》（関東の祭り）則是當時關東地方獨立四台最初的共同製作節目:186。1980年代初期，關東的獨立U協成員各台又進一步開始共同購入及編排節目的嘗試。群馬電視台、千葉電視台、神奈川電視台、埼玉電視台在1980年共組「Net4」，交換播出節目:50。Net4曾共同轉播東京六大學棒球聯盟、日本職棒等體育賽事，並共同購入美國電視影集《Project U.F.O.》播出:46。1981年10月，關東獨立四台開始聯播電影節目《週六電影院》（土曜ロードショー）:54。而在關西，1980年SUN電視台和京都放送共同製作《歡笑決定版》（お笑い決定版）:148。1984年和1985年，11家獨立UHF電視台共同播出了《思考日本的21世紀》（21世紀の日本を考える）:65:61。在獨立U協成立10週年之際，各成員台在1988年共同製播節目《好旅行 好味道 宅配便》（いい旅　いい味　宅配便）:67-68。1989年開始，神奈川電視台製作的跨年特別節目曾連續四年在獨立U協各台聯播，此後亦曾在1994、1995年、1997年、1998年實現獨立U協各台聯播:196-205。神奈川電視台、千葉電視台、埼玉電視台在1999年1月共同製播年始特集:206。
2000年代之後，獨立協成員各台之間的合作更加強化。2000年3月，獨立協各台共同製播《加油商店街》（がんばれ商店街）節目:207。神奈川電視台在2001年開始和京都放送共同製作電視劇:122，此後SUN電視台也在2003年加入電視劇的共同製作:129-130。SUN電視台和京都放送在2009年簽訂了業務合作協議，兩者在2002年4月創建三都net，共同製作並聯播節目:40-41。關東地方的6家獨立電視台在2002年4月共同製作江之島電鐵旅遊節目《江之電各站停車之旅》（江ノ電各駅停車の旅）:209。2003年4月，埼玉電視台、千葉電視台、神奈川電視台、東京都會電視台合組首都圈net4，在每週平日聯播30分各自製作的帶狀資訊節目:129:14。後因東京都會電視台在2006年退出，首都圈net4更名為首都圈三角，改在平日早、午、傍晚三個時段聯播帶狀節目:139。埼玉電視台、千葉電視台、神奈川電視台、三重電視台、京都放送、SUN電視台六家電視台在2006年開始共同製作節目，並且以製作委員會方式共同出資製作電視劇和電影:142-143。這一合作在2007年進一步升級為東名阪net6，由神奈川電視台擔任幹事台，六台共同製作的節目於黃金時段在加盟台聯播。東名阪net6製作的第一個節目是《Culture SHOwQ〜21世紀電視檢定〜》:145:45。2011年6月1日，栃木電視台、群馬電視台、埼玉電視台、千葉電視台、神奈川電視台共組5個3頻道，強化節目的共同製作和編排體制。東京都會電視台的資訊節目《5時夢中!》亦曾在關西的SUN電視台、京都放送聯播:32，現在仍在北關東的群馬電視台、栃木電視台聯播。由獨立協各台為中心構成的製作委員會亦會共同製作電視劇，如《美味給食》。

## 與其它聯播網的關係
日本的五大商業電視網中，和獨立協關係最為密切的是東京電視網（TXN）。由於TXN各加盟台中東京電視台以外的各台均不與獨立協加盟台的播出地區重合，因此東海地方的岐阜放送、三重電視台；近畿地方的琵琶湖放送、奈良電視台、和歌山電視台大量購入東京電視台的節目播出，事實上部分扮演了東京電視網在這些地區的聯播台角色。此外SUN電視台和京都放送在大阪電視台開播之前亦曾播出東京電視台的節目，但在大阪電視台開播之後，因播出地區重合，兩者已較少播出東京電視台的節目（特別是SUN電視台自1985年3月開始幾乎完全不轉播東京電視台節目）:28。但京都放送仍然向東京電視台提供新聞素材。
群馬電視台、埼玉電視台、千葉電視台、神奈川電視台曾經是日本電視台系列聯播網NNS的觀察員，現在仍然在重大新聞發生時會使用NNN提供的新聞素材。日本電視台也是埼玉電視台的第二大股東:319。朝日電視台則是神奈川電視台的主要股東之一:158。富士電視台系列聯播網FNS成員東海電視台和三重電視台之間有資本關係；同屬富士電視網的關西電視台是京都放送的主要股東之一。

## 加盟台
- 記號說明

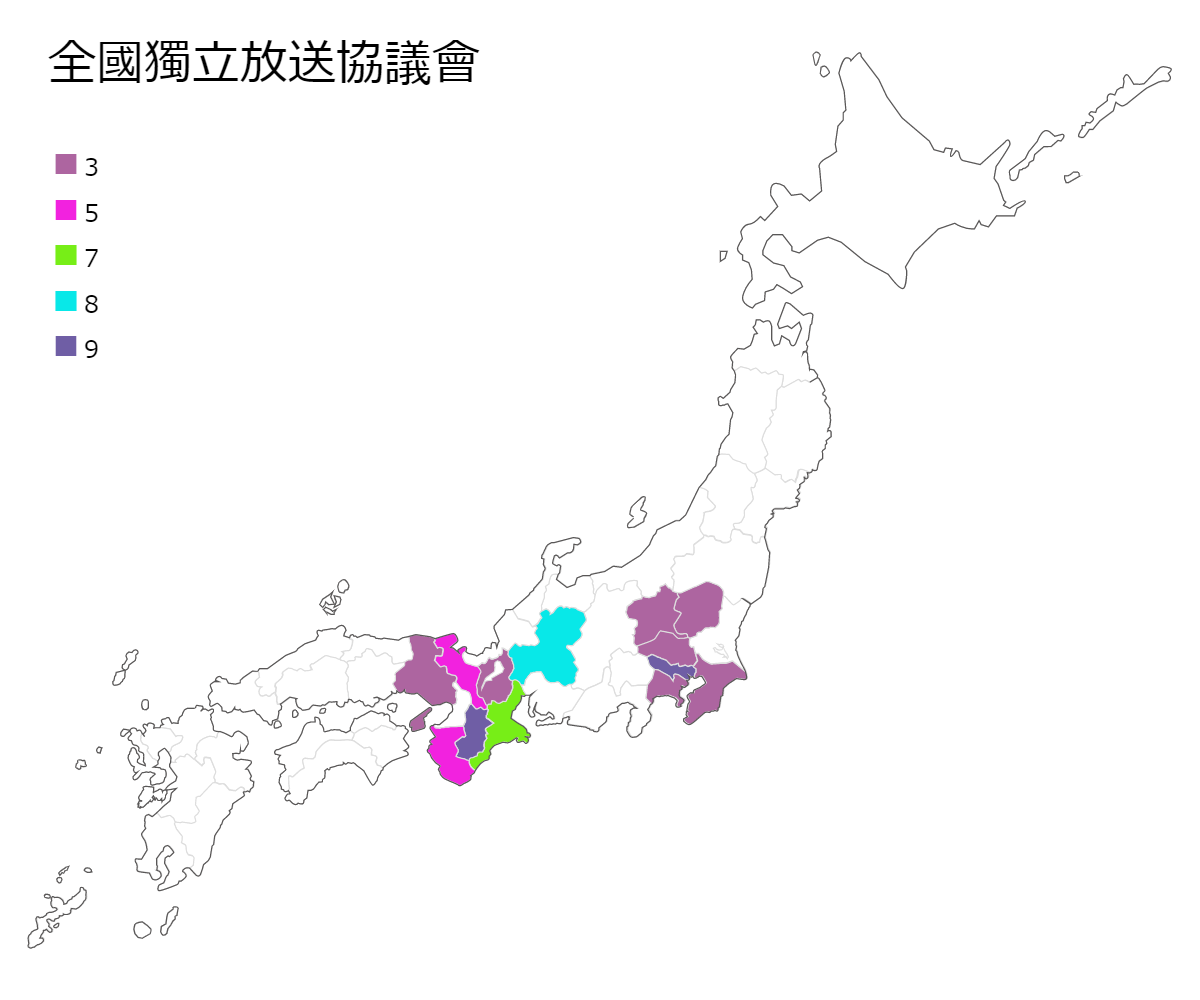
全國獨立放送協議會加盟台的遙控器號碼

  - ※ - 第三部門台 - 除三重電視台、京都放送以外的各台
  - ○ - 關東獨立五台會（日语：5いっしょ3ちゃんねる）成員台 - 栃木電視台、群馬電視台、埼玉電視台、千葉電視台、神奈川電視台
  - ◇ - 和TXN有合作關係的加盟台 - 岐阜放送、三重電視台、琵琶湖放送、京都放送、奈良電視台、和歌山電視台
  - △ - 兼營中波廣播電台的加盟台 - 岐阜放送、京都放送
  - □ - 東名阪net6（日语：東名阪ネット6）成員台 - 埼玉電視台、千葉電視台、神奈川電視台、三重電視台、京都放送、SUN電視台

| 播出地區 | 簡稱/遙控器號碼 | 公司名         | 開播日期      | 總部     | 記號 |
| -------- | --------------- | -------------- | ------------- | -------- | ---- |
| 栃木縣   | GYT 3           | 栃木電視台     | 1999年4月1日  | 宇都宮市 | ※○   |
| 群馬縣   | GTV 3           | 群馬電視台     | 1971年4月16日 | 前橋市   | ※○   |
| 埼玉縣   | TVS 3           | 埼玉電視台     | 1979年4月1日  | 埼玉市   | ※○□  |
| 千葉縣   | CTC 3           | 千葉電視台     | 1971年5月1日  | 千葉市   | ※○□  |
| 東京都   | MX 9            | 東京都會電視台 | 1995年11月1日 | 千代田區 | ※    |
| 神奈川縣 | tvk 3           | 神奈川電視台   | 1972年4月1日  | 横濱市   | ※○□  |
| 岐阜縣   | GBS 8           | 岐阜放送       | 1968年8月12日 | 岐阜市   | ※◇△  |
| 三重縣   | MTV 7           | 三重電視台     | 1969年12月1日 | 津市     | ◇□   |
| 滋賀縣   | BBC 3           | 琵琶湖放送     | 1972年4月1日  | 大津市   | ※◇   |
| 京都府   | KBS 5           | 京都放送       | 1969年4月1日  | 京都市   | ◇△□  |
| 兵庫縣   | SUN 3           | SUN電視台      | 1969年5月1日  | 神戶市   | ※□   |
| 奈良縣   | TVN 9           | 奈良電視台     | 1973年4月1日  | 奈良市   | ※◇   |
| 和歌山縣 | WTV 5           | 和歌山電視台   | 1974年4月1日  | 和歌山市 | ※◇   |

來源：:160

## 註释
1. ↑  加盟台之一的京都放送的電台部門是NRN成員。